# Korkengeld

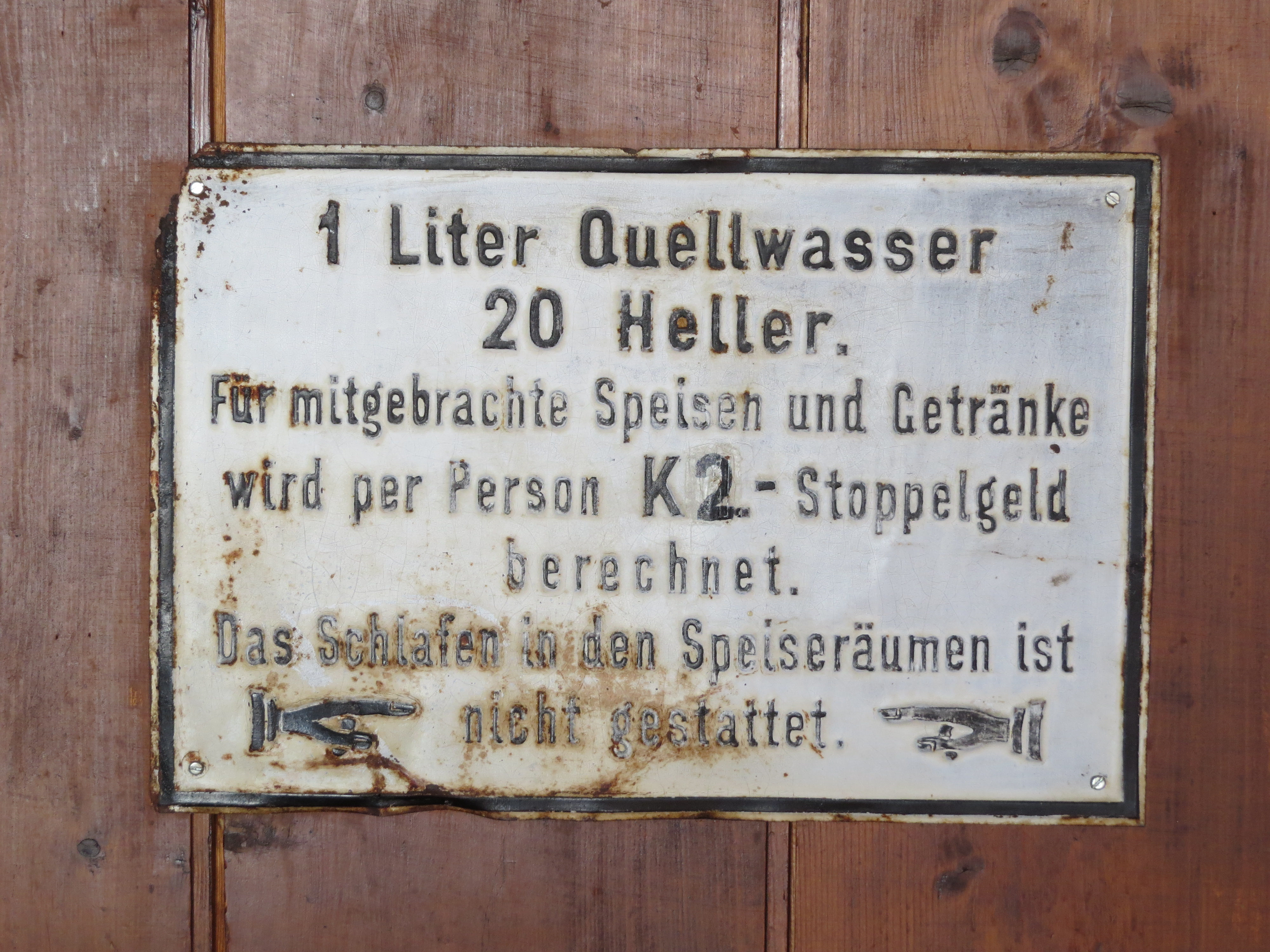
Altes Schild mit dem Hinweis zum Stoppelgeld im Otto-Schutzhaus, Rax, Niederösterreich

Korkengeld (auch: Korkgeld; in Österreich auch Stoppel-, Stopsel- oder Stöpselgeld genannt, in der Schweiz eher Zapfengeld) ist ein Entgelt, das Gäste in Gaststätten für den Konsum selbst mitgebrachter Getränke zahlen, um den Gewinnausfall des Betriebes auszugleichen. Es beruht auf einer freien Vereinbarung zwischen dem Betreiber der Gaststätte und dem Gast, die vorab zu treffen ist. Die Höhe kann mehr als den halben Preis entsprechender Getränke im Lokal betragen. Für Bankette wie beispielsweise Hochzeitsfeste sind solche Vereinbarungen dennoch nicht selten.
Die Bezeichnung Korkengeld bezieht sich darauf, dass Getränke üblicherweise in Flaschen mitgebracht werden und die Entschädigungssumme anhand der konsumierten Menge, gleichsam aus der Anzahl der gezogenen Korken, festgelegt wird. Selten wird die Bezeichnung auch im Sinn von Schmiergeld verwendet.
Eng verwandt mit dem Korkengeld ist das so genannte Gabelgeld oder auch Korbgeld. Es wird von manchen Gaststätten erhoben, wenn die Kundschaft bei Feierlichkeiten zum Beispiel die Hochzeitstorte oder die Geburtstagstorte mitbringt; es stellt also gewissermaßen eine Gebühr für die Benutzung des Bestecks dar.
Auch in australischen, britischen oder neuseeländischen Restaurants wird meist ein Korkengeld verlangt, wenn die Gäste ihren eigenen Alkohol, meist Wein, teilweise auch Bier, mitbringen dürfen. Solche Lokale sind mit BYO (bring your own) gekennzeichnet.